# Podanipter

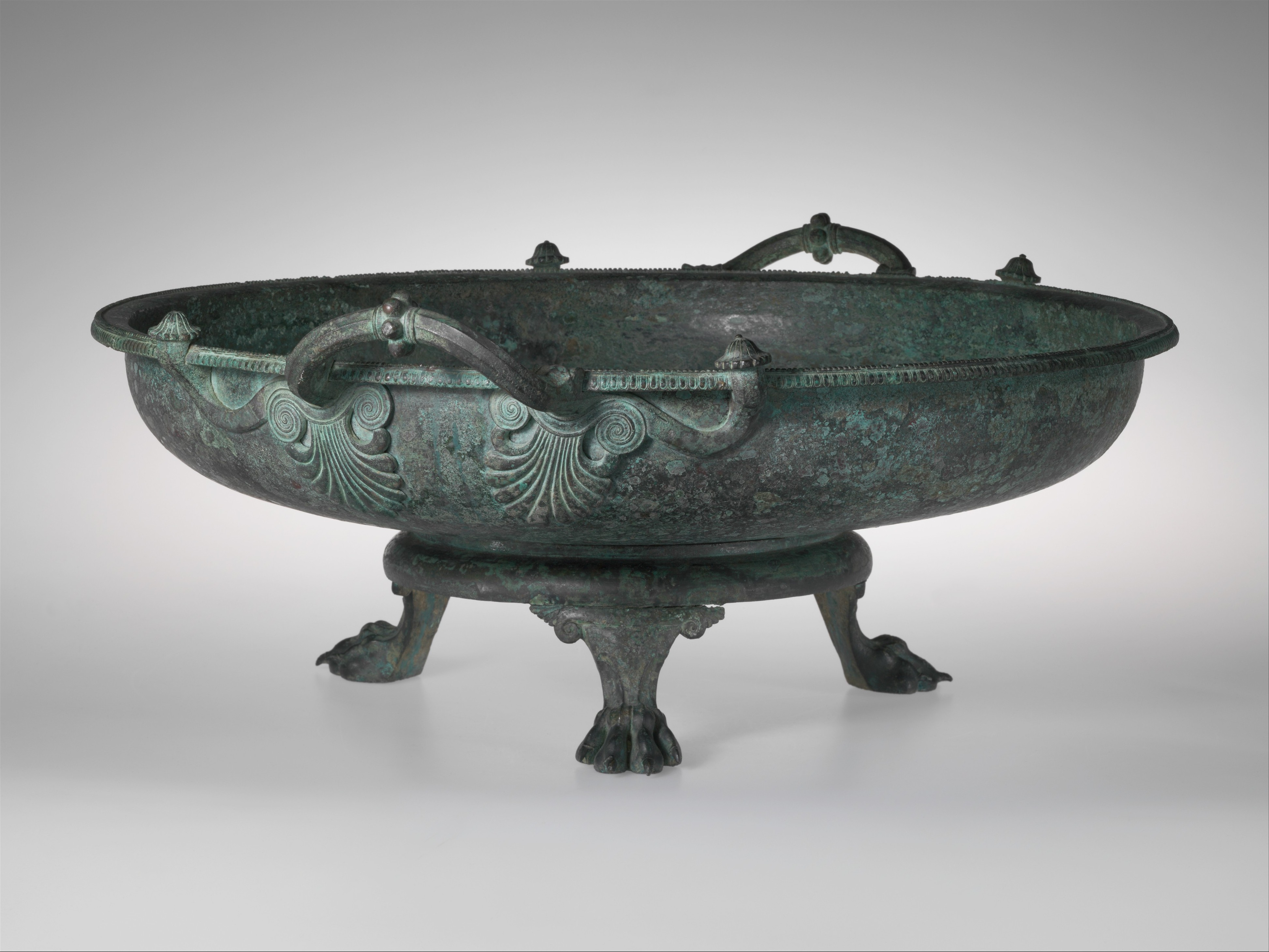
Bronze-Podanipter, Ende 5. – Anfang 4. Jahrhundert v. Chr.

Als Podanipter (altgriechisch ποδανιπτήρ podaniptḗr, von ποῦς poús, deutsch ‚Fuß‘ und νίπτειν níptein, deutsch ‚waschen‘) wird eine antike griechische Form eines Waschbehälters bezeichnet.
Der Podanipter war ein niedriger, auf drei Füßen stehender Waschbehälter, der zum Waschen der Füße verwendet wurde. Meist wurde er aus Bronze gefertigt, seltener aus Marmor oder Ton. Wahrscheinlich wurde er zusammen mit den hohen Luteria verwendet.